# Theorema eumenia
Theorema eumenia är en fjärilsart som beskrevs av William Chapman Hewitson 1865. Theorema eumenia ingår i släktet Theorema och familjen juvelvingar. Inga underarter finns listade i Catalogue of Life.

## Bildgalleri

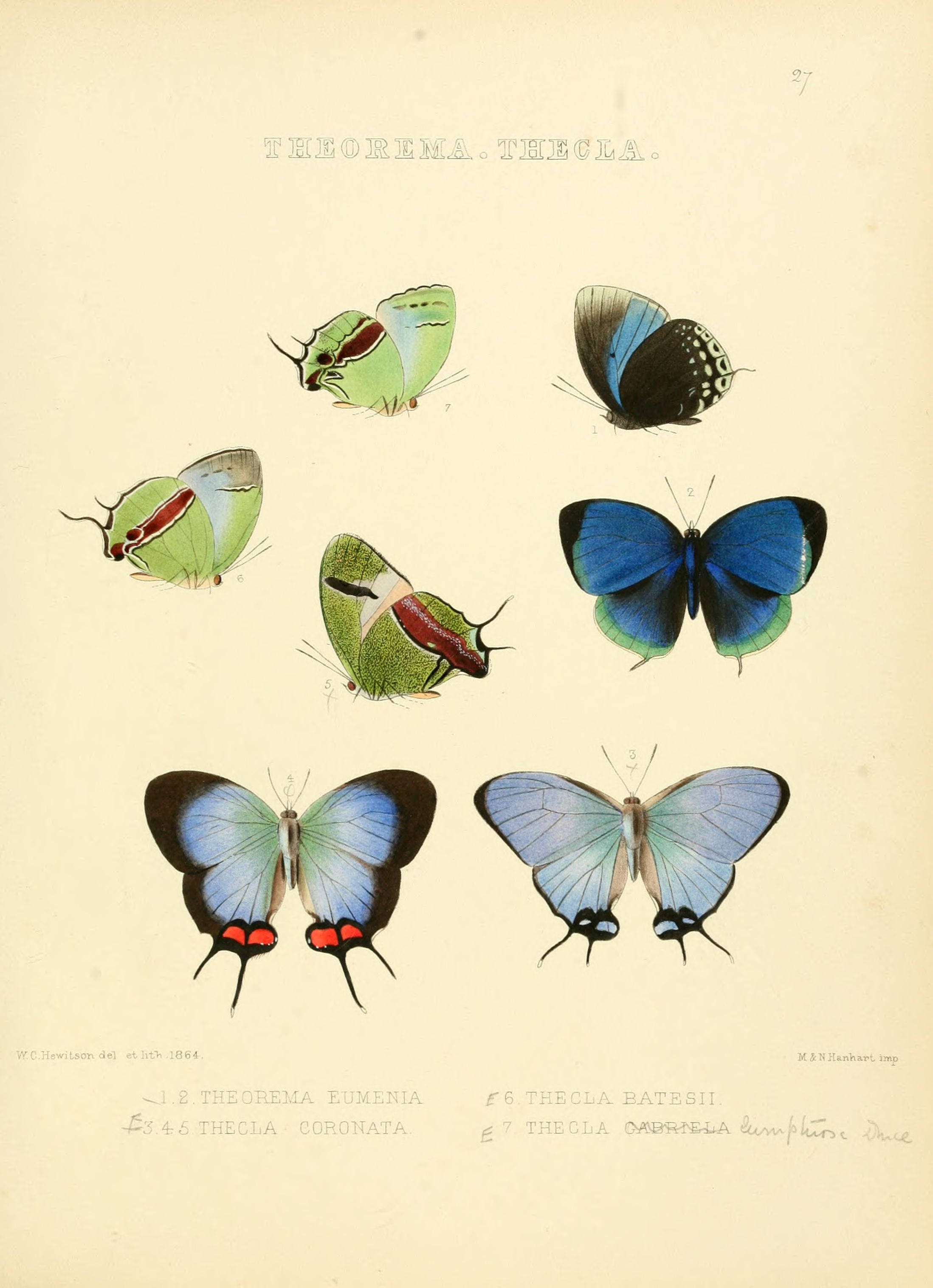